# Stollsdorf
Stollsdorf ist ein Ortsteil der Gemeinde Königsfeld im sächsischen Landkreis Mittelsachsen. Der Ort wurde am 1. Juli 1950 nach Köttwitzsch eingemeindet, mit dem er am 1. Januar 1994 zur Gemeinde Königsfeld kam.

## Geografie

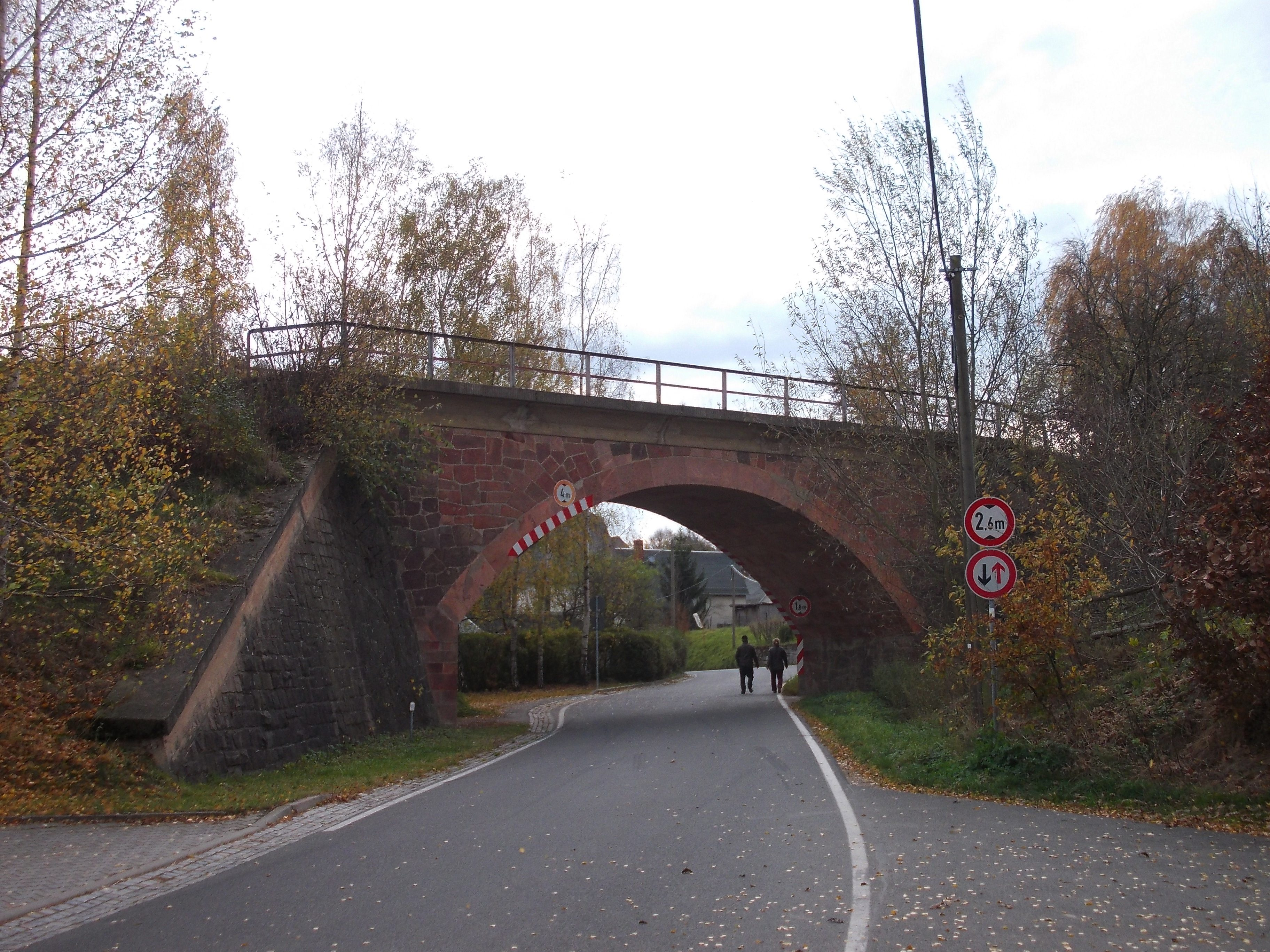
Stollsdorf, Brücke der stillgelegten Bahnstrecke Rochlitz–Penig

### Geografische Lage und Verkehr
Stollsdorf ist der südlichste Ortsteil der Gemeinde Königsfeld. Er befindet sich am Mittellauf des Frelsbachs, einem Zufluss der Zwickauer Mulde. Die Bundesstraße 175 verläuft im Südosten an Stollsdorf vorbei, die Bundesstraße 7 nördlich des Orts. Direkt westlich von Stollsdorf verläuft die Trasse der stillgelegten Bahnstrecke Rochlitz–Penig, welche zwischen 1872 und 2002 in Betrieb war.

### Nachbarorte
|             | Köttwitzsch                                 |         |
| Wickershain | Kompassrose, die auf Nachbargemeinden zeigt | Noßwitz |
| Breitenborn | Wittgendorf                                 |         |

## Geschichte

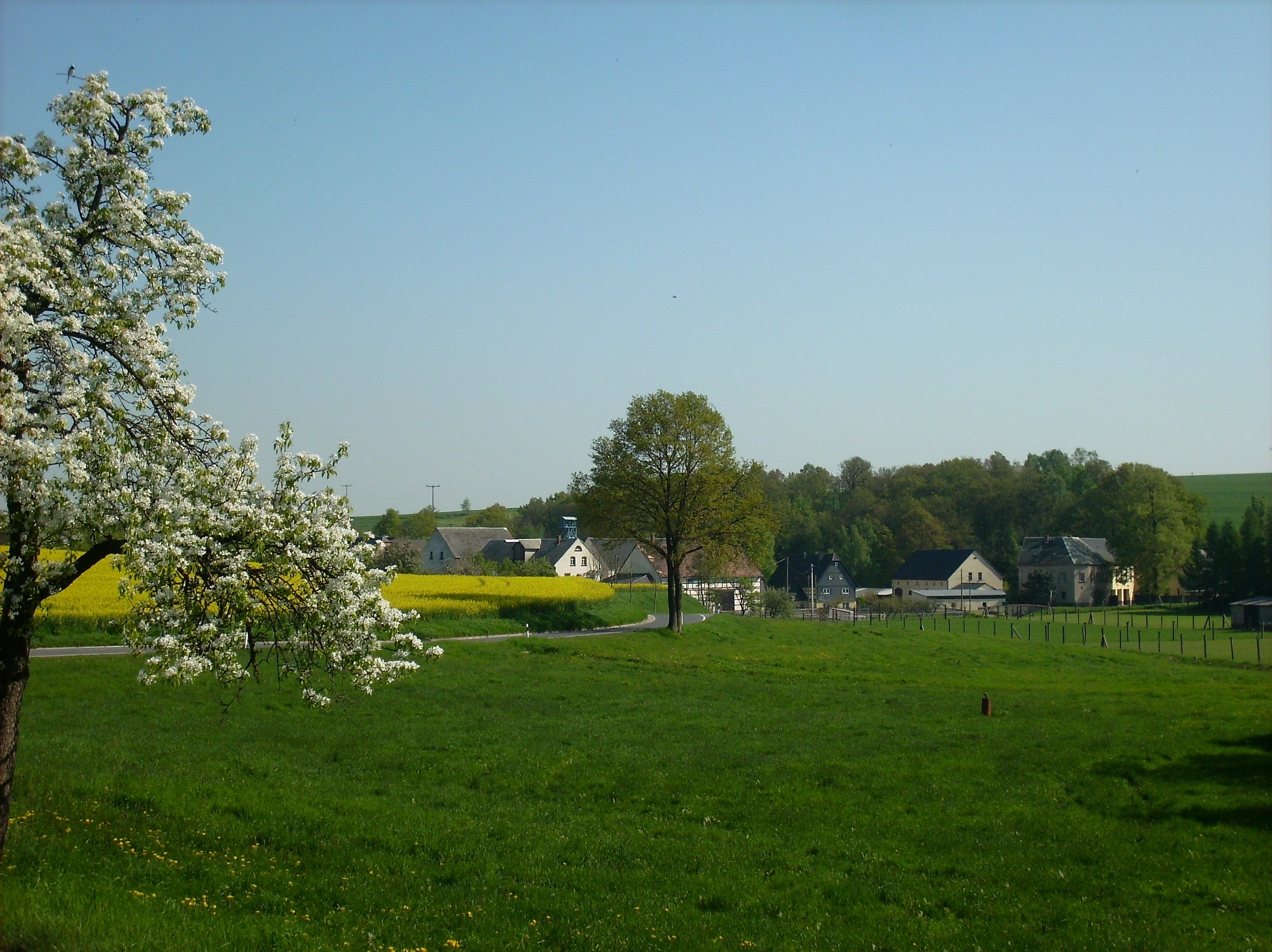
Blick auf Stollsdorf

Stollsdorf wurde im Jahr 1350 erstmals als Stolczendorf bzw. Stolczsdorf erwähnt. Bezüglich der Grundherrschaft unterstand Stollsdorf bis in die Mitte des 19. Jahrhunderts dem Rittergut Königsfeld. Kirchlich ist der Ort seit jeher nach Rochlitz gepfarrt. Stollsdorf gehörte bis 1856 zum kursächsischen bzw. königlich-sächsischen Amt Rochlitz. Bei den im 19. Jahrhundert im Königreich Sachsen durchgeführten Verwaltungsreformen wurden die Ämter aufgelöst. Dadurch kam Stollsdorf im Jahr 1856 unter die Verwaltung des Gerichtsamts Rochlitz und 1875 an die neu gegründete Amtshauptmannschaft Rochlitz.
Am 1. Juli 1950 erfolgte die Eingemeindung von Stollsdorf nach Köttwitzsch. Durch die zweite Kreisreform in der DDR im Jahr 1952 wurde die Gemeinde Köttwitzsch dem Kreis Rochlitz im Bezirk Chemnitz (1953 in Bezirk Karl-Marx-Stadt umbenannt) angegliedert, der ab 1990 als sächsischer Landkreis Rochlitz fortgeführt wurde und 1994 im Landkreis Mittweida bzw. 2008 im Landkreis Mittelsachsen aufging. Am 1. Januar 1994 erfolgte die Eingemeindung der Gemeinde Köttwitzsch nach Königsfeld, wodurch Stollsdorf ein Ortsteil von Königsfeld wurde.